# Arne Quinze
Arne Quinze, né le 15 décembre 1971 en Belgique, est un artiste principalement connu pour ses grandes constructions en bois qu'il fait édifier sur la voie publique.
Il vit et travaille à Laethem-Saint-Martin en Région flamande.

## Biographie
Arne Quinze a commencé sa carrière d’artiste dans les années 1980 en peignant des graffitis sans avoir toutefois terminé des études d’art officielles. Les principes essentiels récurrents dans l’œuvre de Quinze sont l’utilisation de multiples types de bois incluant même le bois de rebut, de couleurs électriques pour une peinture fluorescente et de thèmes faisant référence à l’interaction sociale et la communication.
Cependant, c’est surtout par la crémation, lors de l’édition 2006 du festival Burning Man à Black Rock City, dans le Nevada, de sa sculpture Uchronia, vaste assemblage de planches de bois, haut de 30m et large de 60m, que Quinze se rendit célèbre.
Les deux grandes installations publiques qu’il monta à Bruxelles furent également très remarquées. Elles se présentent comme des nuées de planchettes de bois, supportées par des piliers de bois encastrés dans des socles de béton : ce sont d’abord Cityscape en 2007 (sur l’avenue de la Toison d’or, déjà démantelée après un an), ensuite The Sequence, rue de Louvain, aux couleurs plus vives, haute de 15m et longue de 80m, et destinée en quelque sorte à faire la jonction entre les deux immeubles composant le Parlement flamand (2008 ; sera maintenu en place pendant cinq ans).
L'hôtel Aqua, rue de Stassart à Bruxelles, est décoré dans tous ses espaces libres d'installations d'Arne Quinze.

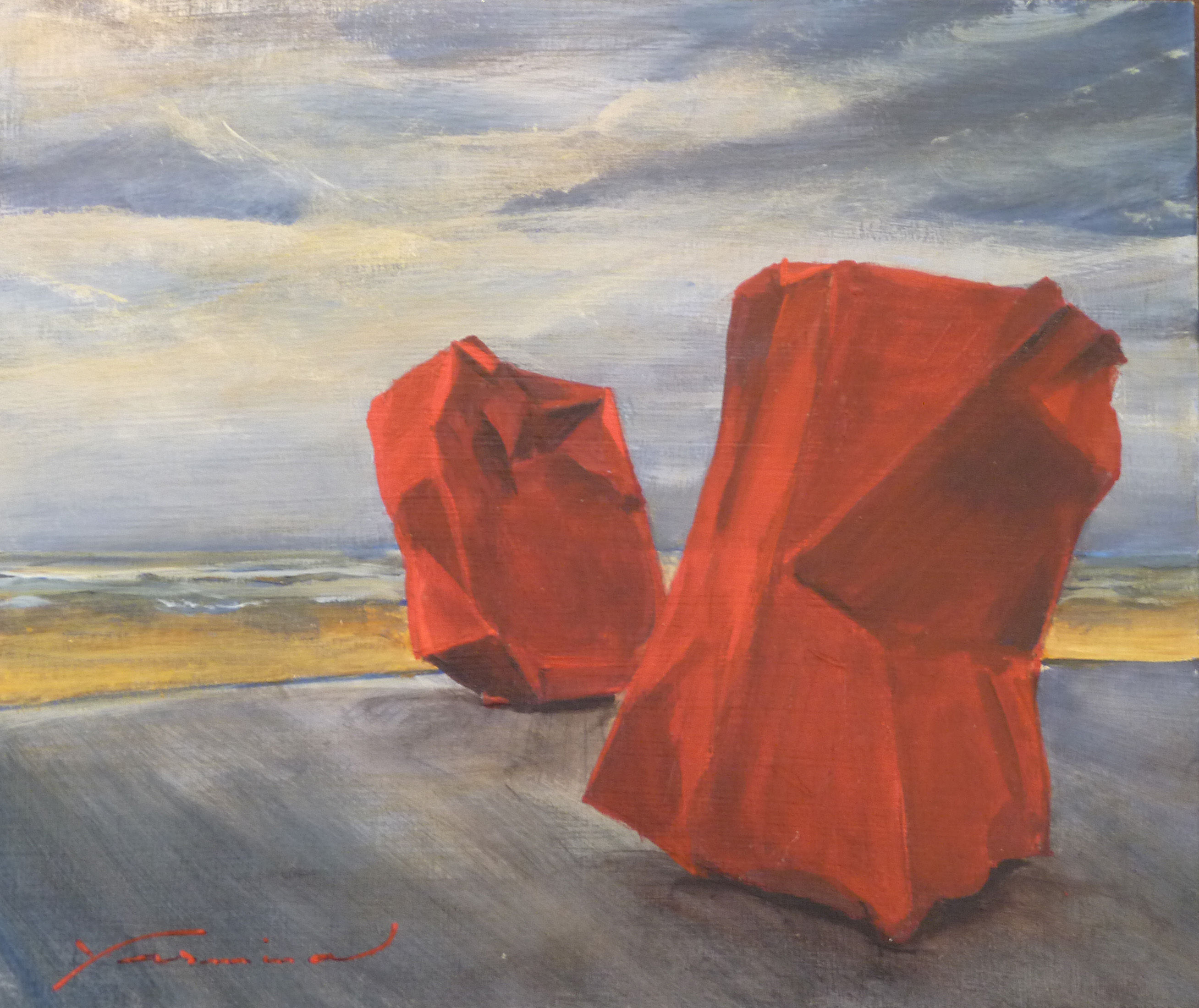
Rock Stangers sur la digue (2013), vue d'artiste de la sculpture Rock Strangers de Arne Quinze, par la peintre belge Yasmina Van Hove.

Ses Stilthouses (litt. maisons sur échasses) sont des constructions semblables. D’autres montages de ce type pourraient suivre aux États-Unis, à Beyrouth et à Paris. Il est envisagé que Quinze « emballe » le Big Four Bridge, pont ferroviaire désaffecté, long de 770 m, sur la rivière Ohio, dans la ville américaine de Louisville. Ses installations sont construites pour provoquer une réaction et pour intervenir dans la vie quotidienne des passants confrontés à la sculpture.
Quinze crée aussi des petites et des grandes sculptures, des dessins et des peintures telles que Chaos, Stilthouse, Bidonville, My Home My House My Stilthouse et View . Dans Chaos, par exemple, l'artiste introduit des milliers de bandes de bois colorées en rouge et en bleu dans un pot en verre, dans une tentative de créer une radiographie de l'intérieur de son esprit.
Il a réalisé lors de Rouen impressionnée une exposition Les Jardins et une installation Camille sur le pont Boieldieu à Rouen durant l'été 2010. Quand le festival Rouen Impressionnée a chargé Quinze d’exposer dans l’abbatiale Saint-Ouen, il a voulu rendre hommage au maître avec Les Jardins: ce sont des peintures « modernistes » adaptées au style et au langage spécifiques de Quinze et basées sur les Nymphéas que Claude Monet peignit dans les jardins de sa maison à Giverny.
En 2010, il crée avec John Dodelande le RAL 5015, un bateau de plaisance bleu platine.
Le 4 juillet 2011, la fête nationale aux États-Unis, la Fondation des bières Beck's introduit leur nouvelle Galerie internationale d'art virtuel, le Beck's Green Box Project. Arne Quinze a griffé la première sculpture de cette collection digitale, le Rock Strangers, un champ de rochers écarlates posés sur la statue de la Liberté, à New York. Après avoir téléchargé gratuitement l'application de réalité augmentée de Apple, on peut photographier ou filmer le Rock Strangers sous tous les angles possibles, du moment que la statue de la Liberté apparaît dans l'objectif.
Le 24 décembre 2014 la structure qu'il avait édifiée à Mons dans le cadre de Mons 2015 subit un effondrement partiel. Celle-ci sera entièrement démontée en janvier 2015 par mesure de sécurité, puis repensée pour un assemblage plus sûr en juin 2015.